# Стара Новаля
44°35′ пн. ш. 14°52′ сх. д. / 44.59° пн. ш. 14.87° сх. д.
Стара Новаля (хорв. Stara Novalja) — населений пункт у Хорватії, в Лицько-Сенській жупанії у складі міста Новаля.

## Населення
Населення за даними перепису 2011 року становило 286 осіб.
Динаміка чисельності населення поселення:

## Клімат
Середня річна температура становить 14,54 °C, середня максимальна – 27,34 °C, а середня мінімальна – 2,50 °C. Середня річна кількість опадів – 989 мм.
| Клімат поселення                              | Клімат поселення | Клімат поселення | Клімат поселення | Клімат поселення | Клімат поселення | Клімат поселення | Клімат поселення | Клімат поселення | Клімат поселення | Клімат поселення | Клімат поселення | Клімат поселення | Клімат поселення |
| Показник                                      | Січ.             | Лют.             | Бер.             | Квіт.            | Трав.            | Черв.            | Лип.             | Серп.            | Вер.             | Жовт.            | Лист.            | Груд.            |                  |
| Середній максимум, °C                         | 10,20            | 10,43            | 13,04            | 16,60            | 21,26            | 25,01            | 27,32            | 27,34            | 23,30            | 18,77            | 13,59            | 10,96            |                  |
| Середня температура, °C                       | 6,35             | 6,58             | 9,19             | 12,76            | 17,41            | 21,16            | 23,94            | 23,98            | 19,92            | 15,40            | 10,21            | 7,58             |                  |
| Середній мінімум, °C                          | 2,50             | 2,75             | 5,34             | 8,90             | 13,56            | 17,32            | 20,59            | 20,62            | 16,56            | 12,03            | 6,84             | 4,22             |                  |
| Норма опадів, мм                              | 80               | 68               | 69               | 74               | 70               | 67               | 39               | 59               | 114              | 124              | 124              | 101              |                  |
| Середньомісячна швидкість вітру, м/с          | 2.92             | 3.07             | 3.19             | 3.01             | 2.69             | 2.50             | 2.50             | 2.46             | 2.60             | 2.80             | 3.31             | 3.19             |                  |
| Середньомісячна сонячна радіація, кДж/м²·день | 4698             | 7449             | 10957            | 15715            | 20163            | 22014            | 23667            | 20526            | 14882            | 9557             | 5115             | 3949             |                  |
| --------------------------------------------- | ---------------- | ---------------- | ---------------- | ---------------- | ---------------- | ---------------- | ---------------- | ---------------- | ---------------- | ---------------- | ---------------- | ---------------- | ---------------- |
| Джерело:                                      |                  |                  |                  |                  |                  |                  |                  |                  |                  |                  |                  |                  |                  |